# Gennadi Padalka
Gennadi Ivanovitch Padalka (em russo:  Гeннадий Иванович Падалка); Krasnodar, 21 de junho de 1958) é um ex-cosmonauta russo, veterano de cinco missões ao espaço e condecorado como Herói da Federação Russa. Como oficial da Força Aérea Russa, tem 1500 horas de voo em diversos tipos de aeronaves militares e civis como piloto de primeira classe, além de trezentos saltos como pára-quedista instrutor. Padalka teve o recorde, superado por Oleg Kononenko, de ser humano com mais tempo no espaço, ao completar 878 dias em órbita em cinco missões espaciais, quatro delas em missões de longa duração na Estação Espacial Internacional.

## Carreira
Padalka formou-se no Colégio de Aviação Militar de Eisk em 1979, servindo por dez anos na Força Aérea Russa, até alcançar a patente de coronel. Em 1989, foi selecionado para treinamentos como cosmonauta no Centro de Treinamento de Cosmonautas Yuri Gagarin, na Cidade das Estrelas, qualificando-se em 1991. De agosto de 1996 a julho de 1997 ele treinou para voos espaciais no complexo orbital Mir-Soyuz, como comandante reserva da missão conjunta Mir-NASA 24 e para o programa Euro-Mir, em conjunto com a Agência Espacial Europeia (ESA).

### Missões
Em agosto de 1998 Padalka fez seu primeiro voo ao espaço, como comandante da Mir-26, passando 198 dias em órbita, para onde foi no comando da nave Soyuz TM-28. Ao retornar entrou em treinamento por mais um ano para comando da Soyuz-TM como veículo de salvamento de emergência à tripulações da ISS, seguindo-se treinamento como comandante-reserva da Expedição 9 à ISS.
Em abril de 2004, ele foi novamente lançado ao espaço como comandante da Expedição 9, partindo do Cosmódromo de Baikonur, no Cazaquistão, a bordo da Soyuz TMA-4, acoplando com a ISS em  órbita em 21 de abril. Após uma semana de tarefas conjuntas, eles permaneceram na estação substituindo os integrantes da  Expedição 8, que retornaram na nave Soyuz TMA-3. Durante os seis meses seguintes, ele e o norte-americano Edward Fincke realizaram diversas pesquisas científicas a bordo, mantiveram os sistemas da estação e fizeram quatro caminhadas espaciais. A Expedição 9 concluiu seus trabalhos em 23 de outubro de 2004 e Padalka adicionou mais 187 dias no espaço a seu currículo, com mais quinze horas de atividades extraveiculares.
Em 26 de março de 2009, ele voltou ao espaço comandando a nave Soyuz TMA-14, que transportou até à ISS os integrantes da Expedição 19, missão de longa permanência na estação, retornando em setembro do mesmo ano. Padalka comandou esta missão e a subsequente Expedição 20, o primeiro cosmonauta a comandar duas missões de longa permanência subsequentes.
Em 15 de maio de 2012 foi novamente ao espaço comandando a tripulação da nave Soyuz TMA-04M, para uma permanência de quatro meses na ISS, participando das Expedições 31 e 32 na estação espacial. Retornou em 17 de setembro, pousando com os demais tripulantes nas estepes do Casaquistão.
Sua quinta missão espacial teve início em 27 de março de 2015, no comando da nave Soyuz TMA-16M para a Estação Espacial Internacional, onde permanecerá cerca de seis meses integrando as Expedições 43 e 44 na estação. Ao assumir o comando da Expedição 44, em 11 de junho de 2015, Padalka se tornou o primeiro cosmonauta a comandar pela quarta vez uma expedição à ISS. Regressou à Terra em 12 de setembro de 2015 comandando a Soyuz TMA-16M, trazendo consigo dois outros astronautas da ISS e tornando-se então o humano que mais tempo passou no espaço, com 879 dias acumulados em órbita. A nave aterrizou, a sudeste da cidade de Dzhezkazgan, no Casaquistão, encerrando sua quinta missão ao espaço. Seu recorde de tempo acumulado no espaço foi superado por Oleg Kononenko no dia 2 de fevereiro de 2024.
Exercendo outra atividade paralela além de cosmonauta, ele trabalhou como engenheiro-ecologista a serviço da UNESCO até 1994. Retirou-se da Roscosmos em abril de 2017.